# Bien de verano
Bien de Verano, (conocido como BdV, todo el año) fue un programa de televisión de espectáculos de Argentina coproducido entre Artear y Comunicación y Marketing Producciones. Se emitió por  Ciudad Magazine en vivo, en el horario de las 13, y con una repetición a las 8:30 (hora local argentina). También fue transmitido en diferido por Canal 7 de Punta del Este (en Uruguay). Fue conducido por Ángel de Brito, luego Luis Bremer y como conductoras o panelistas Andrea Taboada y Mariana Brey. También formaron parte del equipo La Barby y Pampito Perelló Aciar.

## Historia
Comenzó a emitirse por el canal Magazine el 2 de enero de 2008, en el horario de las 13 en reemplazo a Convicciones, otro programa de espectáculos de Lucho Avilés, que se tomaba vacaciones. La propuesta era un programa de espectáculos y actualidad que duraría hasta la finalización del verano (en marzo).
Participaban el humorista y actor Nazareno Móttola,
el periodista deportivo Daniel Mollo, y ―en los móviles de Punta del Este― la periodista uruguaya Mónica Willengton.
Actualmente el programa cuenta con la presencia de la drag queen Lady Barby con su columna de humor.
Debido al éxito del programa, el canal decidió que se siguiera emitiendo después del verano.
Sin embargo, Lucho Avilés decidió volver a hacer Convicciones, pero Bien de verano estaba ocupando su lugar, con lo que exigió a las autoridades de la señal a desocupar el horario de las 13 para su retorno, que el programa no diera primicias, y que entre los dos pongan La pantera rosa.
Fue así como "Bien de Verano, todo el año" tuvo que moverse a las 11:30, con cambio de gráficas.
A pesar de todo, Bien de Verano, todo el año, fue cambiado otra vez de horario, a las 14:30, hasta el 7 de enero de 2013, que ocupó el horario de 13 a 14:30.
En 2016, el conductor del programa Ángel de Brito anunció en su cuenta oficial de Twitter que el día viernes 1 de abril realizó su última conducción en el programa. Por lo que, a partir del lunes 18 de abril, Luis Bremer es el nuevo conductor.
El 31 de octubre de 2017, finalizó durante 8 años emitidos de BdV fue sucedido por El tratamiento y luego en 2018, estrenó Flor de tarde conducido por Florencia de la V y Daniel Gómez Rinaldi.